# 防府市立桑山中学校

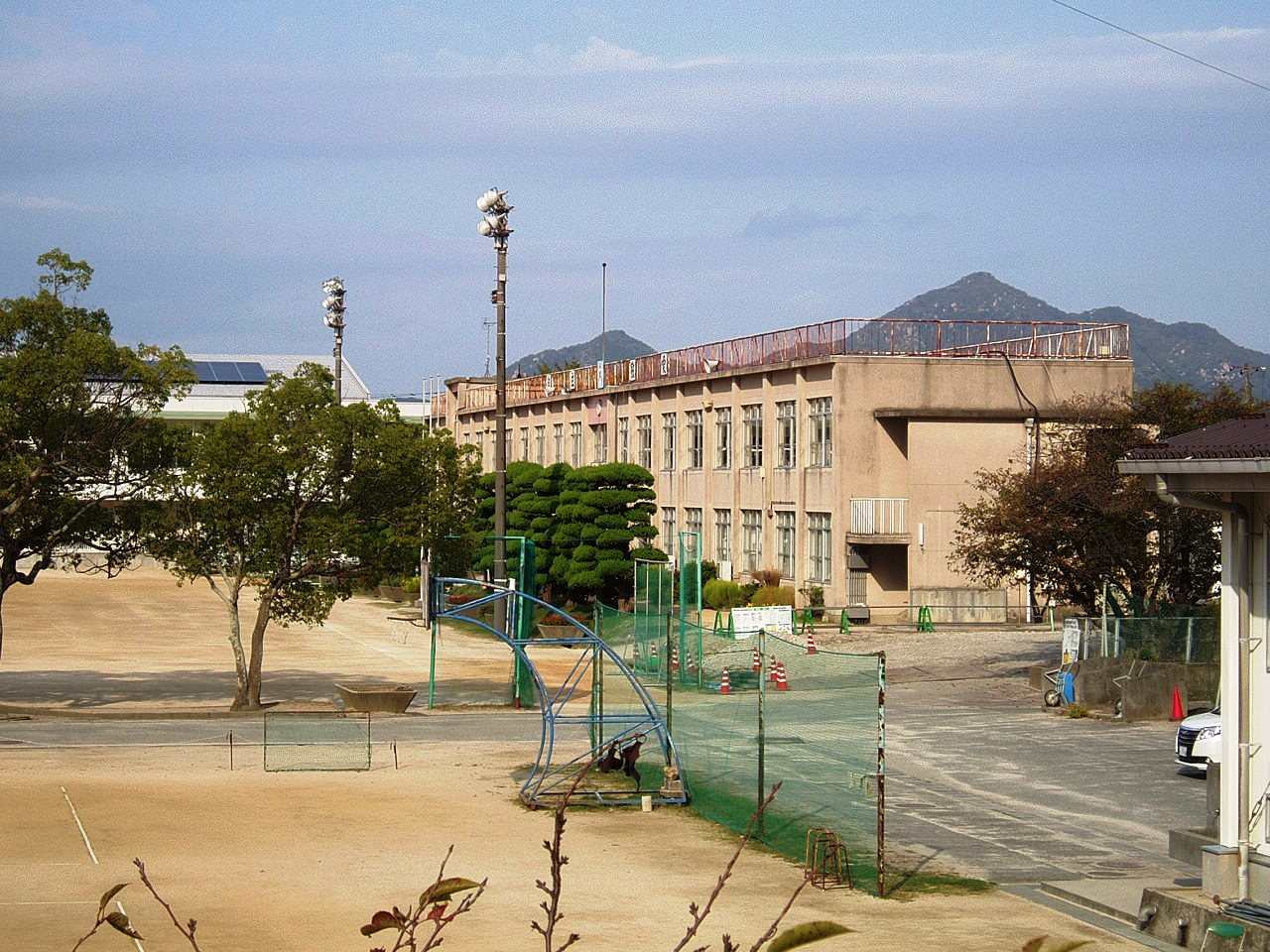
東側県道より望む

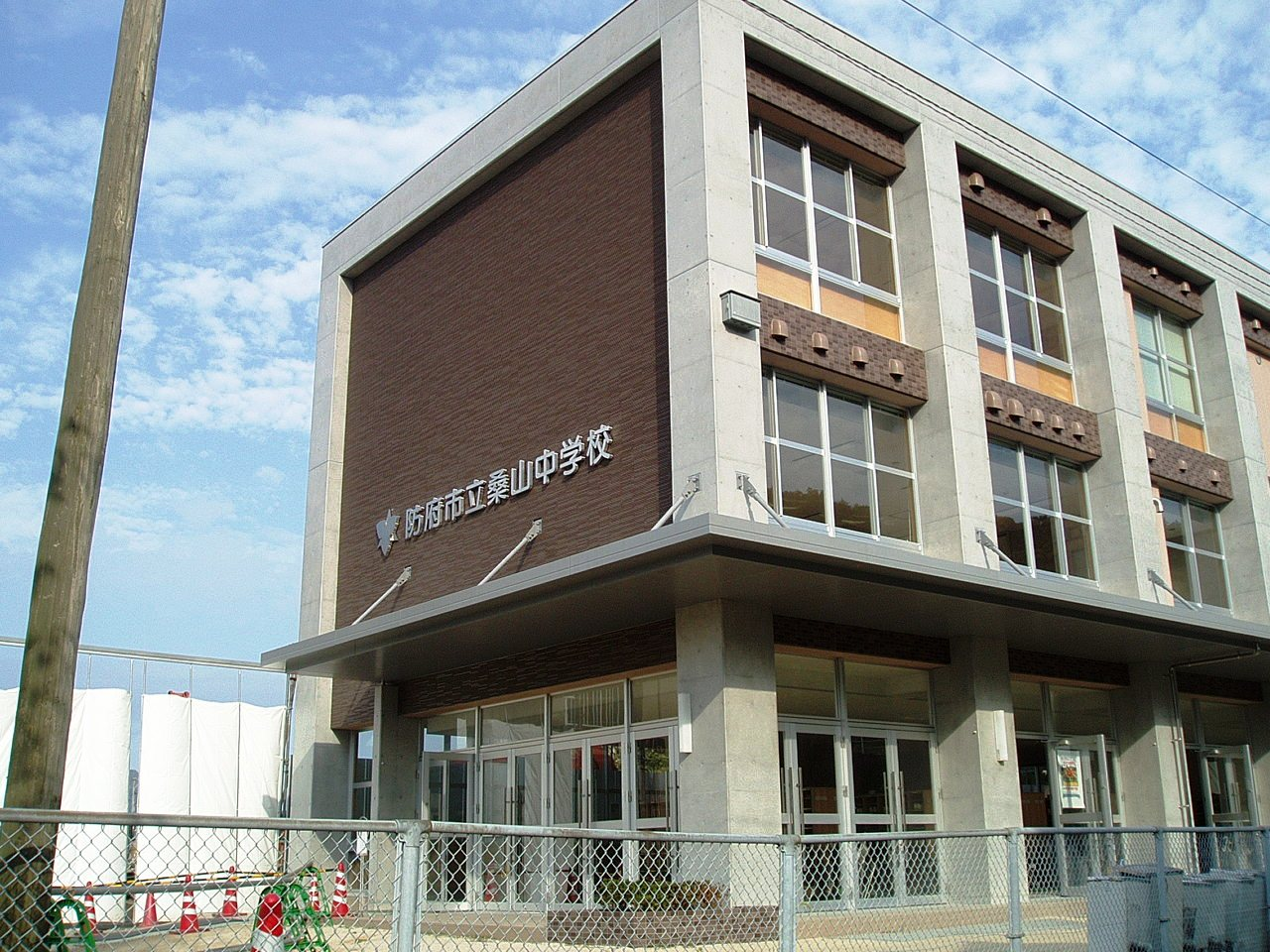
新校舎（2015年10月）

防府市立桑山中学校（ほうふしりつくわのやまちゅうがっこう）は山口県防府市桑山2丁目にある公立中学校。

## 概要
防府市中心部にある桑山の西側に立地しており、校訓として「自主・敬愛」を掲げている。生徒の大半は防府市立華城小学校および防府市立華浦小学校から進学する。校区内で新興住宅地の建設が進んだこともあり、防府市内の中学校としては生徒数が1番多い。毎年10月の終わりには「桑中祭」と呼ばれる文化祭が開催される。

## 目指す生徒像
1. 自ら行う生徒
2. 協力する生徒
3. 気迫に満ちた生徒
4. 責任を持つ生徒

## 沿革
- 1947年（昭和22年）4月22日 - 学制改革により、防府市立勝間中学校として開校。
- 1954年（昭和29年）4月1日 - 防府市立勝間中学校から防府市立国府中学校が分離開校。
- 1958年（昭和33年）
  - 3月31日 - 防府市立桑山中学校に改称。初代校長に奥野徳一が就任。
  - 5月13日 - 防府市立桑山中学校開校式が挙行。
  - 9月18日 - 校舎新築第1期工事が竣工し、第1棟校舎が完成。
- 1959年（昭和34年）4月3日 - 校舎新築第2期工事が竣工し、第2棟校舎が完成。
- 1964年（昭和39年）4月1日 - 2代校長に安達栄が就任。
- 1965年（昭和40年）
  - 3月31日 - 旧屋内体育館が竣工。
  - 4月8日 - 学校環境緑化研究指定校となり、緑化活動を開始。
- 1966年（昭和41年）4月1日 - 3代校長に田中義春が就任。
- 1970年（昭和45年）7月11日 - 屋内運動場そばにプールが竣工。
- 1971年（昭和46年）4月1日 - 4代校長に皆元正造が就任。
- 1975年（昭和50年）4月1日 - 5代校長に中村守俊が就任。
- 1977年（昭和52年）4月1日 - 6代校長に谷尾巧が就任、重度心身障害児学級を開設。
- 1978年（昭和53年）
  - 4月1日 - 重度肢体不自由児学級を開設。
  - 11月8日 - クラブ室が竣工。
- 1979年（昭和54年）9月1日 - 校舎新築工事が竣工し、第3棟校舎が完成。
- 1980年（昭和55年）4月1日 - 7代校長に久保汎が就任。
- 1984年（昭和59年）4月1日 - 8代校長に中山裕士が就任。
- 1984年（昭和59年）11月15日 - 全国保健体育有料校として、文部省（現：文部科学省）および財団法人日本学校体育研究連合会から表彰を受ける。
- 1986年（昭和61年）
  - 2月10日 - 航空自衛隊防府北基地の騒音対策として校舎の改築工事が行われ、第1棟校舎の工事が完了。
  - 12月25日 - 第2棟校舎普通教室の工事が完了。
- 1987年（昭和62年）4月1日 - 9代校長に落合大治が就任。
- 1988年（昭和63年）2月25日 - 第2棟校舎特別教室の工事が完了。
- 1989年（平成元年）
  - 3月15日 - 第3棟校舎工事が完了。
  - 3月31日 - 正門道路および西門道路の舗装工事が完了。
  - 4月1日 - 10代校長に中村哲朗が就任。
- 1993年（平成5年）
  - 1月8日 - 武道場が竣工する。
  - 4月1日 - 11代校長に岩本祥司が就任。
- 1995年（平成7年）4月1日 - 12代校長に岩崎克之助が就任、肢体不自由児学級（マルベリー）を開設。
- 1997年（平成9年）3月31日 - プールに更衣室を併設。
- 1998年（平成10年）4月1日 - 13代校長に松尾公規が就任。
- 2000年（平成12年）3月17日 - プールの全面改修工事が竣工。
- 2001年（平成13年）4月1日 - 14代校長に和田征文が就任。
- 2002年（平成14年）9月5日 - PTAハウスおよび多目的教室が備わったプレハブ小屋が竣工。
- 2004年（平成16年）
  - 4月1日 - 15代校長に小松呉郎が就任。
  - 7月21日 - 旧体育館の解体工事着工（同年8月までに完了）。
  - 9月16日 - 現在の体育館の建設工事着工。
- 2005年（平成17年）7月1日 - 現在の体育館が竣工。
- 2006年（平成18年）
  - 4月1日 - 16代校長に臼杵裕世が就任。
  - 9月4日 - 防府市学校給食センターの竣工に伴い、学校給食を開始。
- 2009年（平成21年）
  - 4月1日 - 17代校長に杉山一茂が就任、自閉症・情緒障害学級を開設。
  - 6月1日 - 体育館に空調設備を設置。
- 2010年（平成22年）10月12日 - 18代校長に山本幸生が就任。

## 交通
- 防長交通バス石ヶ口バス停より徒歩1分。
- JR西日本防府駅みなと口から車で5-6分。徒歩で約21分。

## 周辺施設
- 桑山八幡宮
- タイヤ館防府店
- 桑山公園
- 防府青少年科学館ソラール
- エコラックスランドリー　桑山店

## 著名な出身者
- 立石優華（バレーボール選手：KUROBEアクアフェアリーズ）